# Мокшанский язык
Мокша́нский язы́к (также мокша-мордовский; самоназвание — мокшень кяль) — язык народа мокша. Является одним из трёх государственных языков республики Мордовия, наряду с эрзянским и русским. Относится к финно-волжской группе финно-угорской ветви уральской языковой семьи. 
Наиболее близким к мокшанскому языку является эрзянский, с которым он делит до 90 % общего словарного состава, однако существенная разница в фонетическом строе, лексике и грамматике не позволяет их носителям понимать друг друга.

## Классификация и история
Мокшанский язык входит в состав уральской языковой семьи; принадлежит к финно-угорской ветви и (гипотетически) финно-волжской группе. 
Предположительно, становление мокшанского как отдельного языка началось в 1-м тысячелетии н. э., когда произошло территориальное разделение племён мокшан и эрзян, ранее говоривших на общемордовском языке. Завершением этого процесса считается распад мордовской общности, произошедший во время татаро-монгольского нашествия.

## Социолингвистическая информация

### Число носителей
Согласно сведениям от «Ethnologue», число людей, говорящих на мокшанском языке, на 2010 год составляло 133 000; однако с определением точного числа носителей мокшанского языка возникают сложности, так как при переписях населения не всегда между собой разграничиваются мокшанский и эрзянский. Сами же мокшане по-русски часто называют свой язык «мордовским» — это название объединяет и мокшанский, и эрзянский языки.
Мокшанский обозначается в атласе языков ЮНЕСКО как язык, находящийся под угрозой исчезновения.

#### Результаты предыдущих переписей
Результаты переписи населения 2002 года в России: 614 260 человек указали владение «мордовским, мокша-мордовским, эрзя-мордовским» языком; 843 350 человек указали принадлежность к национальности мордва, в том числе 49 624 человек указали принадлежность к национальности мокша.
Результаты переписи населения 2010 года в России: 392 941 человек указали владение «мордовским» языком, 2025 человек указали владение «мокша-мордовским» языком; 744 237 человек указали принадлежность к национальности мордва, в том числе 4767 человек указали принадлежность к национальности мокша.
Согласно переписи 1926 г., в России 392,4 тыс. человек владели мокшанским. По данным переписи 1989 г., только в республике Мордовия насчитывалось более 180 тыс. мокшан.
Как видно, результаты переписей позволяют оценить лишь общее количество владеющих мордовскими языками, но не позволяют узнать, сколько из них владеют именно мокшанским.

### Лингвогеография
На мокшанском языке говорят в Республике Мордовия; в Пензенской, Самарской, Саратовской, Нижегородской, Оренбургской, Рязанской и Тамбовской областях; в Татарстане, Башкортостане, а также в Сибири и на Дальнем Востоке. За пределами России существуют диаспоры в Армении и США.

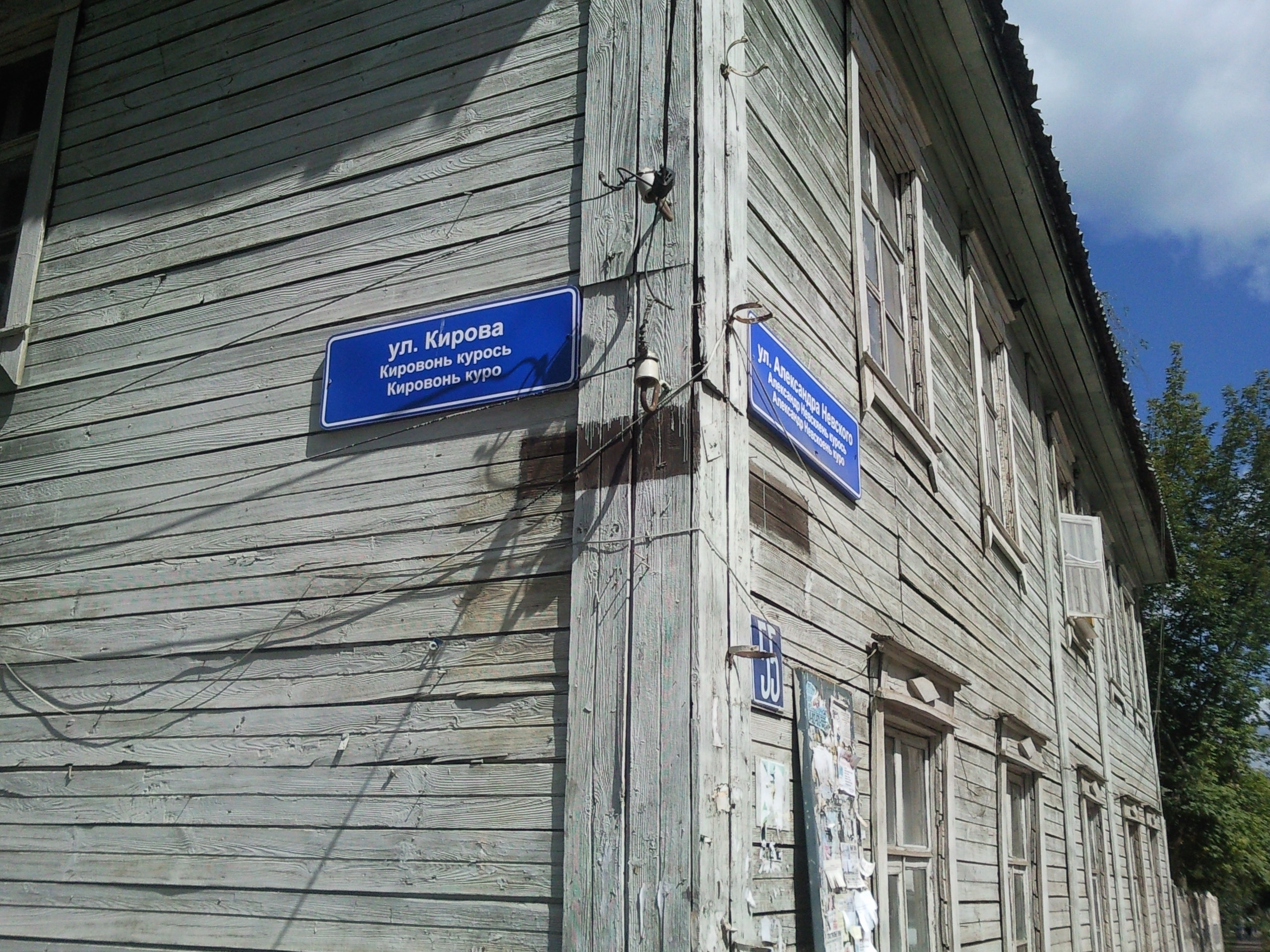
Аншлаг в Саранске, указывающий название улицы на трёх официальных языках Мордовии: русском, мокшанском и эрзянском

### Функциональный статус
В соответствии с «Законом республики Мордовия о государственных языках республики Мордовия», государственные языки республики — русский и мордовский (эрзянский и мокшанский). 

#### Область использования мокшанского языка
Мокшанский язык используется в основном лишь в двух областях: устно-бытовом общении и письменном художественно-публицистическом дискурсе. Такое положение окончательно закрепилось ещё в 1960-е, с проведением в СССР школьной реформы, дававшей нерусским родителям право выбора языка, на котором будет производиться обучение. Так как высшее академическое образование было в основном русскоязычным, многие выбирали обучение в школах на русском языке, и число говорящих на мокшанском стало сокращаться, сузилась и область использования языка.
Сейчас русский остаётся наиболее социально значимым, престижным для мокшан. Мокшанский язык в большой степени ограничен сельской местностью и мало используется в городах, хотя на нём издаются газеты и журналы, ведётся радиовещание:
- радиовещание: радиостанция г. Саранск «Национальное радио Мордовии „Вайгель“», 1061 кГц. 14,3 % эфирного времени занимают передачи на мокшанском и эрзянском языках;
- газеты: «Мокшень правда», учредителями которой являются правительство Республики Мордовия и Государственное Собрание РМ;
- «Мокша (журнал)» — литературно-художественный и общественно-политический журнал на мордовском — мокша языке;
- «Якстерь тяштеня» («Красная звездочка») — журнал для детей дошкольного и младшего школьного возраста на мокшанском языке.

Литературный язык прессы тем не менее часто бывает непонятен самим носителям языка.

#### Изучение языка в школах
- В 2002/03 учебном году мокшанский язык преподавался как предмет в 121 школе России[18].

- В Мордовии в 2009/10 учебном году на мокшанском языке велось преподавание в 50 школах с 1 по 4 класс. Ещё в 87 школах мокшанский язык преподавался по плану национальных школ как предмет с 1 по 11 класс. В 171 школе мокшанский язык изучался как предмет по плану русскоязычных школ. Кроме того при школах действовало 87 кружков и 40 факультативов по изучению мокшанского языка[19].
- Согласно данным Министерства образования республики Мордовия, на август 2012 нет национальных школ с преподаванием на мокшанском, он изучается как предмет в 52 школах Мордовии, где общее количество изучающих язык, как родной и как неродной, составляет 3556 человек[20]. Преподавание носит факультативный характер[21]. Включение мокшанского языка как обязательного предмета в состав учебного плана официально «является незаконным и нарушает конституционные права несовершеннолетних на свободный выбор языка общения, воспитания, обучения и творчества»[22]. В официальных данных на август 2012 указывается 22 545 человек, изучающих мокшанский и эрзянский языки[23].

### Двуязычие
Среди мокшан распространённым является так называемый пассивное русско-мокшанское двуязычие: они в той или иной степени понимают мокшанский, но говорят зачастую по-русски.

### Диалекты

Мокша; M-I Центральная группа; M-II Юго-восточная группа; M-III Западная группа

Диалектное членение мокшанского языка выглядит следующим образом:
- центральный диалект (или наречие, иногда называемое «краснослободско-темниковским диалектом») — распространён на значительной территории нескольких районов Мордовии:
  - северная группа говоров — Ельниковский, Старошайговский и Темниковский районы;
  - северо-западная группа говоров — часть Атюрьевского и Темниковского районов;
  - западная группа говоров — Атюрьевский район;
  - юго-восточная группа говоров — бо́льшая часть территории Ковылкинского района;
  - серединная группа говоров — распространены в треугольнике Краснослободск-Старое Шайгово-Рузаевка. Имеют многие черты других диалектов;
- западный диалект (наречие) — Зубово-Полянский район и часть Торбеевского района;
  - северо-западная группа говоров
  - юго-западная группа говоров
- юго-восточный диалект (наречие) — Инсарский, Кадошкинский, Ковылкинский и Рузаевский районы;
- переходный диалект (наречие) — распространён между западным и юго-восточным диалектами, имеет черты обоих;
- смешанные говоры — первоначально мокшанские говоры за пределами Мордовии, расположенные в тесном соседстве с эрзянскими говорами или изолированно.

## Письменность

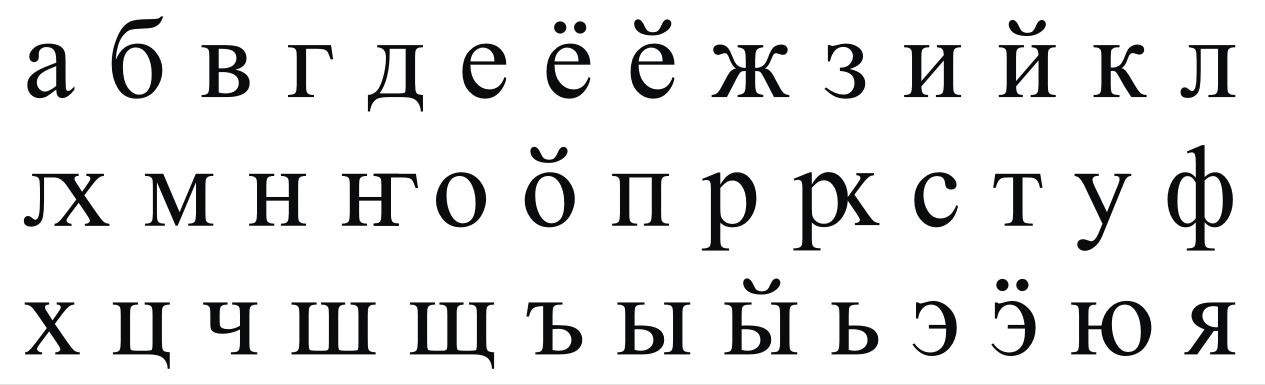
Мокшанский кириллический алфавит 1924—1927 годов

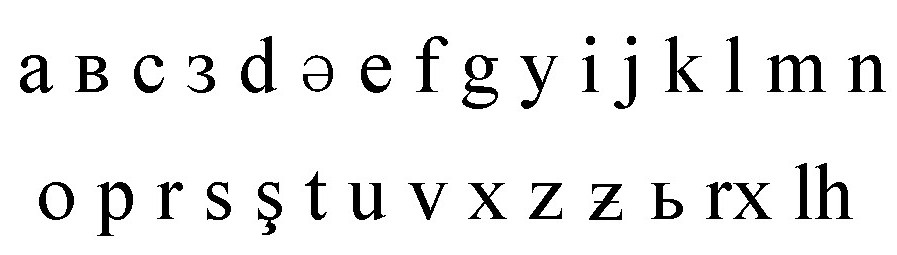
Мокшанский латинский алфавит, принятый в 1932

Для записи мокшанского языка используется кириллица. Современный её вариант ничем не отличается от русского алфавита; соблюдаются правила русской орфографии, что не позволяет, однако, корректно отображать на письме фонемы [ə] и [æ], не имеющие соответствий в русском языке. В дореволюционных изданиях использовался кириллический алфавит с различными лигатурами. Например, в издании Святого Евангелия от Иоанна 1901, подготовленного Николем Барсовым, использована лигатура из соединения букв «я» и «е» для [æ]. Для отображения фонемы [ə] использовался «ъ». В 1924 был разработан новый кириллический алфавит с лигатурами, просуществовавший до 1927 года.
В 1932 году был официально принят латинский алфавит, однако никаких изданий на нём не выпускалось. В 1993 году приняты нормы орфографии, согласно которым редуцированный [ə] обозначается в начале слова и в первом закрытом слоге буквой «ъ»: ърьвяня — /ərʲvænʲæ/, кърга — /kərga/.

## Лингвистическая характеристика

### Фонетика и фонология

#### Гласные
Гласные звуки мокшанского языка:
| Подъём         | Ряд               | Ряд               | Ряд             |
| Подъём         | Передний ряд      | Средний ряд       | Задний ряд      |
| Подъём         | нелабиализованные | нелабиализованные | лабиализованные |
| -------------- | ----------------- | ----------------- | --------------- |
| Верхний подъём | i                 | (ɨ)               | u               |
| Средний подъём | e                 | ə                 | o               |
| Нижний подъём  | æ                 | a                 |                 |

#### Согласные
В мокшанском языке очень часто встречается палатализация согласных.
Согласные звуки:
| Признаки             | Признаки | Губные  | Альвеолярные | Постальвеолярные | Палатальные | Велярные |
| Носовые              | твёрдые  | /m/     | /n/          |                  |             |          |
| Носовые              | мягкие   |         | /nʲ/         |                  |             |          |
| Взрывные             | твёрдые  | /p/ /b/ | /t/ /d/      |                  |             | /k/ /g/  |
| Взрывные             | мягкие   |         | /tʲ/ /dʲ/    |                  |             |          |
| Аффрикаты            | твёрдые  |         | /ʦ/          |                  |             |          |
| Аффрикаты            | мягкие   |         | /ʦʲ/         | /ʨ/              |             |          |
| Щелевые              | твёрдые  | /v/ /f/ | /s/ /z/      | /ʃ/ /ʒ/          |             | /x/      |
| Щелевые              | мягкие   |         | /sʲ/ /zʲ/    |                  | /ç/         |          |
| Дрожащие             | твёрдые  |         | /r̥/ /r/      |                  |             |          |
| Дрожащие             | мягкие   |         | /rʲ̥/ /rʲ/    |                  |             |          |
| Боковые и скользящие | твёрдые  |         | /l̥/ /l/      |                  |             |          |
| Боковые и скользящие | мягкие   |         | /lʲ̥/ /lʲ/    |                  | /j/ /ȷ̊/     |          |

### Морфология
Как и другие финно-угорские, мокшанский относится к агглютинативным языкам, использующим суффиксы в большом количестве. 
В мокшанском языке отсутствует категория рода. Широкое использование «указательного склонения» нередко сравнивается с постпозитивным артиклем (напр., аля «мужчина» — алясь «этот мужчина»; ванома «зеркало» — ваноматне «эти зеркала»). Язык обладает своеобразной системой притяжательного склонения имён, также свойственной другим финно-угорским языкам (например, сёрмазе «моё письмо» — сёрмаце «твоё письмо» — сёрмац «его/её письмо»); он обладает богатой системой падежей: кроме современных 12, вместе с редко употребимыми и устаревшими насчитывается более 20 падежей. 
В современном языке употребляется 4 глагольных времени: настояще-будущее, два прошедших времени и будущее сложное. Отсутствует глагол владения, имеющийся в индоевропейской языковой семье; вместо этого употребляется родительный падеж местоимений, подобный русскому «(у) меня есть» (напр., монь кафта кудне «у меня есть два дома»). Отсутствие модальных глаголов восполняется за счёт использования особых глагольных окончаний (например, молемс «идти» — молевомс «быть в состоянии идти» — мон аф молеван «я не могу идти»). Различаются безобъектное («непереходное») и объектное («переходное») спряжения глаголов, внутри уральской семьи свойственные также угорским языкам (например, келькте «люблю тебя», кундасайне «поймаю их»).

#### Категория падежа
В мокшанском языке выделяют около 12 падежей. Как и во всех синтетических языках, склонение по падежам происходит путём прибавления окончаний. Ниже перечислены 13 падежных окончаний на примере слова тол («огонь»).
| Падеж           | Окончание ед. ч. | Окончание мн. ч. | Пример употребления | Смысл           |
| --------------- | ---------------- | ---------------- | ------------------- | --------------- |
| Именительный    | -                | -т               | тол/толхт           | «огонь/огни»    |
| Родительный     | -нь              | -(т)нень         | толонь/толхнень     | «огня/огней»    |
| Дательный       | -нди             | -(т)ненди        | толонди/толхненди   | «огню/огням»    |
| Аблатив         | -та (-да)        | -та (-да)        | толда               | «огня, от огня» |
| Пролатив        | -га/-ва          | -                | толга               | «по огню»       |
| Иллатив         | -с/-у/-в         | -с/-у/-в         | толс                | «в огонь»       |
| Элатив          | -ста             | -ста             | толста              | «из огня»       |
| Инессив         | -са              | -са              | толса               | «в огне»        |
| Сравнительный   | -шка             | -шка             | толшка              | «как огонь»     |
| Абессив         | -фтома           | -фтома           | толфтома            | «без огня»      |
| Превратительный | -кс              | -кс              | толкс               | «огнём»         |
| Причинный       | -нкса            | -нкса            | толонкса            | «за огнём»      |
| Совместный      | -нек             | -нек             | толнек              | «с огнём»       |

- Суффиксы и окончания могут значительно удлинять слово и даже сделать из одного слова целое предложение, например: Покамафтомольхть «У них не было работы».
- Комитатив используется в литературе и речи, хотя и упоминается только в высшей грамматике и в падежную систему, как правило, не включается.

#### Степень свободы выражения грамматических значений
Мокшанский — синтетический язык. В общем случае граммемы выражаются аффиксами в составе словоформы.
- jalga-ftəmə-t'i
- друг-CAR-DEF.SG.DAT
- «тому, у кого нет друзей»

Однако в языке присутствуют некоторые черты аналитизма: например, будущее время может выражаться конструкцией, состоящей из глагола karmams, osnavams или ušədəms (все они имеют значение «стать», «начать») и инфинитива смыслового глагола.
- mon      karm-an                           veš-əmə             taks'i
- я            начать-NPST.1SG          искать-INF        такси
- «Я буду искать такси».

К тому же, в языке присутствует большое число послелогов. Послеложные конструкции употребляются наряду с падежными формами и в ряде случаев даже оказываются более употребительными, чем косвенные падежи.
- pit'irburk           oš-s'                    ašč-I                                   n'eva-t'                           lank-sə
- Петербург        город-DEF.SG    находиться-NPST.3[SG]  Нева-DEF.SG.GEN       верх-IN
- «Петербург стоит на Неве».

#### Характер границы между морфемами
В мокшанском языке представлена как агглютинация, так и кумуляция. По-видимому, в области именного словоизменения агглютинация представлена в большей степени, чем в области глагольного. В мокшанском грамматикализованы категории определенности и посессивности, поэтому в языке выделяются три склонения: неопределённое, определённое и посессивное. Агглютинативно выражаются граммемы числа и падежа в неопределенном склонении, граммема единственного числа или граммема падежа (для существительных множественного числа) в определенном склонении, граммемы падежа в притяжательном склонении.
- jalga-t'n'ə-n'd'i  (jalga «друг»)
- друг-DEF.PL-DAT
- «(этим, определенным) друзьям»

В области глагольного словоизменения многие граммемы выражаются кумулятивно — например, граммемы числа, лица и времени в настоящем времени безобъектного спряжения. Лично-числовые показатели объектного спряжения выражают как лицо и число субъекта, так и лицо и число объекта, а также время.
- r'ɛfcəd-əz'ə
- толкнуть-PST.3SG.O.3SG.S
- «{она} толкнула {парня}»

Обобщение о соотношении агглютинативного и кумулятивного способа выражения граммем представлено в таблице:
| Основная именная морфология    | Формы                                         | Агглютинативное выражение                                                        | Кумулятивное выражение |
| Основная именная морфология    | Падежные формы имен неопределенного склонения | Граммемы числа и падежа (для единственного числа — нулевой показатель)           | - |
| Основная именная морфология    | Падежные формы имен определенного склонения   | - Граммема единственного числа - Граммема падежа для существительных множ. числа | - Граммемы падежа и определенности в ед. числе - Граммемы множ. числа и определенности |
| Основная именная морфология    | Падежные формы имен притяжательного склонения | Граммемы падежа                                                                  | - В именительном, родительном и дательном падежах: граммемы лица обладателя и числа обладателя/обладаемого - В остальных падежах: граммемы лица и числа обладателя                                                              |
| Основная глагольная морфология | Непрошедшее время                             | - В безобъектом спряжении: - граммемы множественного числа                       | - В безобъектом спряжении: - граммемы единственного числа, лица, презенса - граммемы лица и презенса (для множ. числа) - В объектом спряжении: граммемы лица и числа субъекта, граммемы лица и числа объекта, граммема презенса |
| Основная глагольная морфология | Прошедшее время                               | -                                                                                | - В безобъектом спряжении: - граммемы лица и числа субъекта, граммема презенса - В объектом спряжении: - граммемы лица и числа субъекта, граммемы лица и числа объекта, граммема презенса                                       |
| Основная глагольная морфология | Имперфект                                     | Граммема имперфекта                                                              | Для образования форм имперфекта используются те же окончания, что и в претерите |
| Основная глагольная морфология | Кондиционалис                                 | Граммема кондиционалиса                                                          | Используются окончания времен системы индикатива |
| Основная глагольная морфология | Оптатив                                       | Граммема оптатива                                                                | Используются окончания времен системы индикатива |

В области показателей залогов, актантных дериваций и вида кумуляции не наблюдается. Ср., например, форму пунктива от пассивной формы «быть проглоченным»:
- kap-əd'-əv-i
- глотать-PNCT-PASS-NPST.3[SG]
- «будет проглочен»

В мокшанском языке также присутствуют сандхи — чередования на стыках морфем.
Например, при образовании форм множественного числа с помощью аффикса -t- от основ, заканчивающихся на k, g, t, d + гласный, гласный основы выпадает, звонкий согласный оглушается.
kurgo — kurk-t                 «рот» — «рты»
pešt’e — pešt’-t’               «орех» — «орехи»             

#### Локус маркирования в посессивной именной группе и предикации
Доминирующим для посессивной именной группы является двойное маркирование.
В случае, когда зависимое является определённым и поэтому маркировано либо посессивным, либо определенным генитивом, наличие посессивного маркера на вершине обязательно.
- d'ɛd'ɛ-z'ə-n'                                   sumka-c                           ašč-i
- мать-1SG.POSS.SG-GEN             сумка-3SG.POSS.SG      находиться-NPST.3[SG]
- skomn'ɛ-t'                       lank-sə.
- скамья-DEF.SG.GEN      верх-IN
- «Мамина сумка лежит на скамейке»

Однако на маркирование в именной группе могут оказывать влияние следующие факторы: падежное маркирование вершины, а также нереферентный статус зависимого-дополнения.
Когда вершина имеет показатель косвенного падежа, а зависимое оформлено генитивом посессивного склонения, посессивный показатель на вершине может быть опущен; таким образом, допустимо использование конструкции с зависимостным маркированием.
- al'ɛ-z'ə-n'                                       kaz'n'ə-nc                                      min'
- мужчина-1SG.POSS.SG-GEN     подарок-3SG.POSS.SG.GEN       мы
- kɛš-əs'k                            kodamə              bəd'ə    d'ɛd'ɛ-z'ə-n'                                   sumka-s.
- спрятать-PST.3.O.1PL.S какой                 INDEF   мать-1SG.POSS.SG-GEN      сумка-ILL
- «Папин подарок мы спрятали в какую-то мамину сумку»

Когда зависимое является неопределенным и стоит в форме неопределенного генитива, маркирование в именной группе строго зависимостное — на вершине отсутствует посессивный маркер.
- kodamə             bəd'ə    ava-n'                 sumka  ašč-i
- какой                 INDEF   женщина-GEN сумка   находиться-NPST.3[SG]
- skomn'ɛ-t'                       lank-sə.
- скамья-DEF.SG.GEN      верх-IN
- «Мамина сумка лежит на скамейке»

В мокшанском языке глагол всегда согласуется с подлежащим по числу и лицу. Каноническое подлежащее же должно иметь форму номинатива. Дополнение может быть или в генитиве, и в номинативе (DOM), однако «прототипическим» прямым дополнением для мокшанского все же считается имя в определенном генитиве. В мокшанском глагол согласуется с прямым дополнением, оформленным показателем генитива определенного или посессивного склонения (или дополнением-личным местоимением).
Таким образом, прототипическое маркирование в глагольной предиации — двойное.
mon     n'ɛj-in'ə                                           šuft-t'.
я            видеть-PST.3SG.O.1SG.S          дерево-DEF.SG.GEN     
«Я увидел (это) дерево»
mon      ton'                     n'ɛj-̊ t'ɛ.
я            ты.GEN              видеть-NPST.2SG.O.1SG.S        
«Я вижу тебя»
Как было сказано выше, дополнение также может иметь форму номинатива (если оно является неопределенным). Таким образом, номинатив в мокшанском не является падежом, маркирование которым возможно только для именной группы в позиции подлежащего (как, например, в русском). Таким образом, в некоторых случаях — а именно, в конструкциях с непереходным глаголом или в конструкциях с переходным глаголом и неопределенным дополнением — маркирование в глагольной предикации является вершинным.
mon      n'ɛj-ən'                              šuftə.
я            видеть-PST.1SG.S          дерево
«Я увидел (какое-то) дерево»

#### Тип ролевой кодировки
Как уже упоминалось в разделе локус маркирования в посессивной именной группе и предикации, каноническое подлежащее в мокшанском (как переходных, так и непереходных — и агентивных, и пациентивных глаголов) всегда оформляется номинативом, а «прототипическое» прямое дополнение — определенным генитивом. Таким образом, в мокшанском преобладает аккузативная стратегия кодирования актантов.
A                                                                  P
mon      n'ɛj-in'ə                                           šuft-t'.
я            видеть-PST.3SG.O.1SG.S           дерево-DEF.SG.GEN
«Я увидел (это) дерево»
SP
son       n'ingə                 ud-i.
он         еще                    спать-NPST.3[SG]
«Он ещё спит» 
SA
sa-s'                                  kat'I                     kodamə             al'ɛ.
прийти-PST.3[SG]         неизвестно       какой                 мужчина
«Пришёл какой-то мужчина».                 [ЭМЯвТО, с. 273]
В мокшанском языке, однако, также возможны конструкции, когда и подлежащее, и прямое дополнение оформлены номинативом — в случае, когда прямое дополнение является нереферентным. Таким образом, в этом случае нет разницы между S, P и A актантами – можно заключить, что в мокшанском в некоторых случаях проявляется нейтральное кодирование ядерных аргументов.
A                                                     P
mon      n'ɛj-ən'                              šuftə.
я            видеть-PST.1SG.S          дерево
«Я увидел (какое-то) дерево   »          
SP
son       n'ingə                 ud-i.
он         еще                    спать-NPST.3[SG]
‘Он ещё спит’.                [ЭМЯвТО, с. 408] 
                                                                      
SA
sa-s'                                  kat'I                     kodamə             al'ɛ.
прийти-PST.3[SG]         неизвестно       какой                 мужчина
«Пришёл какой-то мужчина» 

### Синтаксис
Корпусное исследование, посвящённое порядку слов в мокшанском, показало, что порядок слов SV (подлежащее — сказуемое) встречается гораздо чаще, чем VS (сказуемое — подлежащее): он используется в 74 случаев из 100. Что же касается относительного порядка предиката и прямого дополнения, то варианты VO и OV одинаково частотны. Тем не менее, большинство контекстов с порядком OV — предложения с невыраженным подлежащим.
Таким образом, по результатам корпусного исследования, базовым порядком слов в мокшанском можно считать SOV (подлежащее — дополнение — сказуемое). Однако согласно другим описаниям, базовым порядком называется SVO.
В целом, порядок слов в мокшанком предложении является вариативным: отсутствуют жесткие ограничения, касающиеся позиции подлежащего и прямого дополнения.
S                         V                                        O
pin'ə-s'               kand-əz'n'ən'                  tapəčka-nzə-n.
собака-DEF.SG нести-PST.3PL.O.3SG.S тапочек-3SG.POSS.PL-GEN
«Собака принесла тапки»
S           O                                                      V
I            mon      s'ora-z'ə-n'                                     kɛl'gən'd'-in'ən'
и            я            парень-1SG.POSS.SG-GEN         обмануть-PST.3.O.1SG.S
«И я сына обманула»

### Лексика
Основополагающая лексика мокшанского языка — финно-угорского происхождения. Около 90 % словарного состава является общим со словарным составом эрзянского языка. Имеются древние иранские и балтийские заимствования; немало менее древних заимствований из тюркских языков (чувашский, татарский) и из русского, в том числе современных.

### Яркие языковые особенности

#### Падежные инновации
В целом, набор падежей в мокшанском совпадает с таковым в эрзянском, за одним исключением: в мокшанском языке имеется также падеж, называемый каузалисом, указывающий на причину некого события. Падежный показатель образовался из послелога -inksa со значением «ради», «из-за», «по причине».
- son      pozdanda-z'ə                                avar'ija-nksə
- он         опоздать-PST.3SG.O.3SG.S        авария-CSL
- «Он опоздал из-за аварии»

#### Синтетическая именная предикация
В мокшанском, наряду с аналитическими именными предикатами (ср. русские конструкции наподобие «Вася был врачом»), возможны синтетические — тогда к вершине именной группы присоединяется единица, выражающая глагольные значения времени, лица и числа.
- s'in'      jalga-t-əl'̥-t'
- они       друг-PL-IMPF-[3]PL
- «Они были друзьями»

#### Ассоциативная и антиассоциативная множественность
В мокшанском языке множественное число может иметь дополнительные значения, как например ассоциативное и антиассоциативное. Ассоциативное множественное «обозначает некое множество людей, ассоциированных с референтом, названным существительным, прежде всего его семью». В примере ниже показатель множественного числа на имени «Мария» (букв.: «Марии») понимается как указывающий на семью, в которую входит Мария.
- mar'ɛ-t'n'ə       sa-j-̊ t'                                pɛl-nək                             užana-mə
- Мария-DEF.PL  прийти-NPST.3-PL          у.LAT-1PL.POSS               ужинать-INF
- «Мария с семьёй придут к нам на ужин»

Антиассоциативное множественное число обозначает группу людей по отношению к месту, в котором они проживают. В примере ниже показатель множественного числа на названии деревни Ардашево (букв.: «Ардашева») отсылает к жителям этой деревни.
- praz'n'ək-t'i                    sa-s'-t'                               ordaš-t
- праздник-DEF.SG.DAT  прийти-PST.3-PL             Ардашево-PL
- «На праздник пришли ардашевские»

## Мокшанская Википедия
Существует раздел Википедии на мокшанском языке («Мокшанская Википедия»), первая правка в нём была сделана в 2008 году. По состоянию на 2:08 (UTC) 21 июля 2025 года раздел содержит 7593 статьи (общее число страниц — 23 419); в нём зарегистрирован 10 961 участник, двое из них имеют статус администратора; 18 участников совершили какие-либо действия за последние 30 дней; общее число правок за время существования раздела составляет 100 873.

## Список сокращений
- A — актант переходного глагола с ролью агенса
- P — актант переходного глагола с ролью пациенса
- SA — единственный актант непереходного глагола с ролью агенса
- SP — единственный актант непереходного глагола с ролью пациенса
- S — субъект/подлежащее
- V — предикат
- O — объект/прямое дополнение
- 1, 2, 3 — 1, 2, 3 лицо, CAR — каритив, CSL — каузалис, DAT — датив, DEF — определённость, GEN — генитив, ILL — иллатив, IN — инессив, INDEF — неопределённость, INF — инфинитив, LAT — латив, NPST — непрошедшее время (презенс), O — объект, PASS — пассив, PL — множественное число, PNCT — пунктив, POSS — посессивный показатель, PST — прошедшее время (претерит), S — субъект, SG — единственное число.